# Myrcia polysticta
Myrcia polysticta là một loài thực vật có hoa trong Họ Đào kim nương. Loài này được Urb. mô tả khoa học đầu tiên năm 1912.